# If I Were a Boy
If I Were a Boy is een nummer van de Amerikaanse zangeres Beyoncé. Het nummer is de eerste single die werd uitgebracht van haar derde solo-album I Am... Sasha Fierce. Het nummer werd geschreven door BC Jean en Toby Gad, die ook de schrijver is van onder meer Big Girls Don't Cry van Fergie. Jean nam het nummer aanvankelijk zelf op, maar zag het afgewezen worden door haar platenmaatschappij. In de Verenigde Staten werd het nummer samen met Single Ladies (Put a Ring on It) als leadsingle uitgebracht. In andere landen werd Single Ladies als tweede single uitgebracht.

## Achtergrond
In If I Were a Boy zingt Beyoncé over hoe het zou zijn als zij een man was. Ze zingt over hoe makkelijk het zou zijn om vreemd te gaan, als man zou ze zich daar gemakkelijk van af kunnen maken tegenover een partner. Aan het einde van het nummer zingt ze echter But you're just a boy, waarna het duidelijk wordt dat het haar partner is die vreemd is gegaan.
In Nederland werd het nummer door Radio 538 gekozen als Alarmschijf.
In het Verenigd Koninkrijk werd het nummer uitgebracht op 3 november. Deze dag werd door de Britse tabloids "Super Monday" genoemd, aangezien ook Britney Spears, Christina Aguilera en Leona Lewis op deze dag hun single uitbrengen. If I Were a Boy kwam met de tweede positie het hoogst binnen van allen. Uiteindelijk behaalde ze ook nog de toppositie.

## Videoclip
In de videoclip van If I Were A Boy die werd geregisseerd door Jake Nava is Beyoncé te zien als politieagent. Ze flirt met een collega-agent en gaat steeds verder, tot haar echtgenoot de hoek om komt lopen en de twee betrapt. Ze probeert het goed te maken, maar hij wil daar niets van weten. Daarom vraagt zij aan hem waarom hij altijd zo jaloers is. Vervolgens wordt het beeld onscherp en begint de echtgenoot te lachen. Daarna wordt duidelijk dat Beyoncé een verhaal vertelde over haar echtgenoot. Dus dat niet zij, maar haar man de politieagent is die vreemd is gegaan.

## Hitnotering
| "If I Were a Boy" in de Nederlandse Top 40 - binnen: 8 november 2008 | "If I Were a Boy" in de Nederlandse Top 40 - binnen: 8 november 2008 | "If I Were a Boy" in de Nederlandse Top 40 - binnen: 8 november 2008 | "If I Were a Boy" in de Nederlandse Top 40 - binnen: 8 november 2008 | "If I Were a Boy" in de Nederlandse Top 40 - binnen: 8 november 2008 | "If I Were a Boy" in de Nederlandse Top 40 - binnen: 8 november 2008 | "If I Were a Boy" in de Nederlandse Top 40 - binnen: 8 november 2008 | "If I Were a Boy" in de Nederlandse Top 40 - binnen: 8 november 2008 | "If I Were a Boy" in de Nederlandse Top 40 - binnen: 8 november 2008 | "If I Were a Boy" in de Nederlandse Top 40 - binnen: 8 november 2008 | "If I Were a Boy" in de Nederlandse Top 40 - binnen: 8 november 2008 | "If I Were a Boy" in de Nederlandse Top 40 - binnen: 8 november 2008 | "If I Were a Boy" in de Nederlandse Top 40 - binnen: 8 november 2008 | "If I Were a Boy" in de Nederlandse Top 40 - binnen: 8 november 2008 | "If I Were a Boy" in de Nederlandse Top 40 - binnen: 8 november 2008 | "If I Were a Boy" in de Nederlandse Top 40 - binnen: 8 november 2008 | "If I Were a Boy" in de Nederlandse Top 40 - binnen: 8 november 2008 |
| Week                                                                 | 1                                                                    | 2                                                                    | 3                                                                    | 4                                                                    | 5                                                                    | 6                                                                    | 7                                                                    | 8                                                                    | 9                                                                    | 10                                                                   | 11                                                                   | 12                                                                   | 13                                                                   | 14                                                                   | 15                                                                   |                                                                      |
| -------------------------------------------------------------------- | -------------------------------------------------------------------- | -------------------------------------------------------------------- | -------------------------------------------------------------------- | -------------------------------------------------------------------- | -------------------------------------------------------------------- | -------------------------------------------------------------------- | -------------------------------------------------------------------- | -------------------------------------------------------------------- | -------------------------------------------------------------------- | -------------------------------------------------------------------- | -------------------------------------------------------------------- | -------------------------------------------------------------------- | -------------------------------------------------------------------- | -------------------------------------------------------------------- | -------------------------------------------------------------------- | -------------------------------------------------------------------- |
| Nummer                                                               | 22                                                                   | 13                                                                   | 2                                                                    | 2                                                                    | 1                                                                    | 1                                                                    | 1                                                                    | 1                                                                    | 2                                                                    | 2                                                                    | 2                                                                    | 5                                                                    | 9                                                                    | 14                                                                   | 27                                                                   | uit                                                                  |

| "If I Were A Boy" in de Vlaamse Ultratop 50 - binnen: 15 november 2008 | "If I Were A Boy" in de Vlaamse Ultratop 50 - binnen: 15 november 2008 | "If I Were A Boy" in de Vlaamse Ultratop 50 - binnen: 15 november 2008 | "If I Were A Boy" in de Vlaamse Ultratop 50 - binnen: 15 november 2008 | "If I Were A Boy" in de Vlaamse Ultratop 50 - binnen: 15 november 2008 | "If I Were A Boy" in de Vlaamse Ultratop 50 - binnen: 15 november 2008 | "If I Were A Boy" in de Vlaamse Ultratop 50 - binnen: 15 november 2008 | "If I Were A Boy" in de Vlaamse Ultratop 50 - binnen: 15 november 2008 | "If I Were A Boy" in de Vlaamse Ultratop 50 - binnen: 15 november 2008 | "If I Were A Boy" in de Vlaamse Ultratop 50 - binnen: 15 november 2008 | "If I Were A Boy" in de Vlaamse Ultratop 50 - binnen: 15 november 2008 | "If I Were A Boy" in de Vlaamse Ultratop 50 - binnen: 15 november 2008 | "If I Were A Boy" in de Vlaamse Ultratop 50 - binnen: 15 november 2008 | "If I Were A Boy" in de Vlaamse Ultratop 50 - binnen: 15 november 2008 | "If I Were A Boy" in de Vlaamse Ultratop 50 - binnen: 15 november 2008 | "If I Were A Boy" in de Vlaamse Ultratop 50 - binnen: 15 november 2008 | "If I Were A Boy" in de Vlaamse Ultratop 50 - binnen: 15 november 2008 | "If I Were A Boy" in de Vlaamse Ultratop 50 - binnen: 15 november 2008 | "If I Were A Boy" in de Vlaamse Ultratop 50 - binnen: 15 november 2008 | "If I Were A Boy" in de Vlaamse Ultratop 50 - binnen: 15 november 2008 |
| Week                                                                   | 1                                                                      | 2                                                                      | 3                                                                      | 4                                                                      | 5                                                                      | 6                                                                      | 7                                                                      | 8                                                                      | 9                                                                      | 10                                                                     | 11                                                                     | 12                                                                     | 13                                                                     | 14                                                                     | 15                                                                     | 16                                                                     | 17                                                                     | 18                                                                     |                                                                        |
| ---------------------------------------------------------------------- | ---------------------------------------------------------------------- | ---------------------------------------------------------------------- | ---------------------------------------------------------------------- | ---------------------------------------------------------------------- | ---------------------------------------------------------------------- | ---------------------------------------------------------------------- | ---------------------------------------------------------------------- | ---------------------------------------------------------------------- | ---------------------------------------------------------------------- | ---------------------------------------------------------------------- | ---------------------------------------------------------------------- | ---------------------------------------------------------------------- | ---------------------------------------------------------------------- | ---------------------------------------------------------------------- | ---------------------------------------------------------------------- | ---------------------------------------------------------------------- | ---------------------------------------------------------------------- | ---------------------------------------------------------------------- | ---------------------------------------------------------------------- |
| Nummer                                                                 | 33                                                                     | 20                                                                     | 7                                                                      | 8                                                                      | 4                                                                      | 4                                                                      | 6                                                                      | 5                                                                      | 4                                                                      | 6                                                                      | 9                                                                      | 11                                                                     | 21                                                                     | 29                                                                     | 31                                                                     | 33                                                                     | 36                                                                     | 50                                                                     | uit                                                                    |

### NPO Radio 2 Top 2000
| Nummer met noteringen in de NPO Radio 2 Top 2000 | '14  | '15  | '16  | '17  | '18  | '19  | '20  |
| ------------------------------------------------ | ---- | ---- | ---- | ---- | ---- | ---- | ---- |
| If I Were a Boy                                  | 1358 | 1504 | 1416 | 1415 | 1048 | 1549 | 1728 |

1. ↑  Een vetgedrukt getal geeft de hoogste notering aan.
2. ↑  2014 was het eerste jaar met een notering voor dit nummer.
3. ↑  Deze tabel is bijgewerkt tot en met de laatste editie (2024).

## Tracklist
| Dance Mixes EP 1. "If I Were A Boy (Maurice Joshua Mojo Uk Main Mix)" - 6:30 2. "If I Were A Boy (Maurice Joshua Mojo Uk Dub Mix)" - 6:28 3. "If I Were A Boy (Karmatronic Main Mix)" - 6:25 4. "If I Were A Boy (Dj Escape & Dom Capello Main Remix)" - 8:28 5. "If I Were A Boy (Maurice Joshua Uk Radio Edit)" - 3:14 6. "If I Were A Boy (Karmatronic Radio Edit)" - 3:31 7. "If I Were A Boy (Dj Escape & Dom Castello Radio Edit)" - 4:07 Dance Mixes EP Vol.2 1. "If I Were A Boy (Lost Daze Remix Main)" - 5:08 2. "If I Were A Boy (Mark Picchiotti Remix Club)" - 7:15 3. "If I Were A Boy (Mark Picchiotti Remix Dub)" - 7:15 4. "If I Were A Boy (Chase Girls Club Mix)" - 8:28 5. "If I Were A Boy (Lost Daze Radio Edit)" - 3:05 6. "If I Were A Boy (Mark Picchiotti Radio Edit)" - 3:42 7. "If I Were A Boy (Chase Girls Radio Edit)" - 3:31 | Cd-single 1. "If I Were a Boy" - 4:10 2. "Single Ladies (Put a Ring on It)" - 3:13 Remixes CD 1. "If I Were a Boy" 2. "If I Were A Boy (If I Were A Girl Remix) (feat. Lee Carr) - 4:09 3. "If I Were A Boy (Official Remix) (feat. R. Kelly) - 5:16 Spanish Promo Only CD single 1. "Si yo fuera un chico" - 4:09 2. "If I Were A Boy" - 4:10 |